# الأحمر (الأفلاج)
الأحمر؛ هو مركز من فئة (أ) يقع في محافظة الأفلاج، والتابعة لمنطقة الرياض في السعودية. يبعد المركز عن محافظة الأفلاج بمسافة تقارب (67) كم.

## السكان
بلغ عدد سكان الأحمر حسب تعداد 1431هـ/2010م (3652) نسمة.

## الموقع
تقع قرية الأحمر على بعد 65 كلم من مدينة ليلى بين أحضان جبال طويق في الجزء الغربي من محافظة الأفلاج تحدها الجبال من جهتي الشمال والجنوب وهي ملتقى لعدة أودية تنحدر عليها من جهة الغرب والجنوب الغربي أهمها وادي كرز ووادي المعيذر ووادي الضمان تجتمع لتشكل وادي الأحمر الذي يتجه شرقا حتى الربع الخالي مارا ببلدة واسط والخرفة والروضة والصغو والسيح. ويمر بها الطريق العام الرابط طريق الجنوب بطريق الحجاز وتشتهر الأحمر بمزارع النخيل ويبلغ عدد سكانها ما يقارب 8000 نسمه من الدواسروحظيت في عهدنا الزاهر بمختلف الخدمات والدوائر الحكومية وشهدت تطورا كبيرا في التعليم حيث بها ثلاث مدارس للبنين ومثلها للبنات ومدرسة متوسطة للبنين وأخرى للبنات فضلا عن مدرستين ثانويتين للبنين والبنات كذلك يوجد بها رياض أطفال.. ويوجد بالأحمر أيضا مركز صحي يقدم خدماته الصحية المعتبرة للمواطنين والمقيمين على السواء، كما تضم الأحمر محكمة شرعية ووحدة صحية ومركز للشرطة ومكتب للبريد ومركز لهيئة الأمر بالمعروف والنهي عن المنكر. ويوجد بها سد مائي في وادي كرز يبعد عنها 10 كم

## وصلات خارجية
- أكمة في فلج-ياقوت الحموي
- وادي أكمة المعروف بوادي الأحمر في الأفلاج من أشهر معالمه (سوق الفلج)